# Kara Lawson
Kara Marie Lawson, po mężu Barling (ur. 14 lutego 1981 w Alexandrii) – amerykańska koszykarka występująca na pozycjach rozgrywającej oraz rzucającej, mistrzyni olimpijska, Ameryki, uniwersjady oraz WNBA, komentatorka spotkań koszykarskich w stacji ESPN, obecnie trenerka żeńskiej drużyny akademickiej Duke.
11 lipca 2020 została trenerką żeńskiej reprezentacji koszykarskiej uczelni Duke.

## Osiągnięcia
Na podstawie, o ile nie zaznaczono inaczej.

### NCAA
- Wicemistrzyni NCAA (2000, 2003)
- Uczestniczka rozgrywek:
  - NCAA Final Four (2000, 2002, 2003)
  - Sweet 16 turnieju NCAA (2000–2003)
- Mistrzyni:
  - turnieju konferencji Southeastern (SEC – 2000)
  - sezonu regularnego SEC (2000–2003)
- Laureatka:
  - Frances Pomeroy Naismith Award (2003)
  - Woody Hayes National Scholar Athlete award (2003)
- Zaliczona do:
  - I składu:
    - Freshman All-American (2000)
    - Academic All-America (2003)
    - Academic All-SEC (2001, 2002, 2003)
    - SEC (2000–2003)
    - turnieju SEC (2002, 2003)
    - All-American (2003 przez Kodak/WBCA)
    - NCAA:
      - All-Final Four (2003)
      - All-Mideast Region (2003)

  - II składu All-American (2003 przez Associated Press)
  - III składu All-American (2002 przez Associated Press)
  - składu Honorable Mention All-America (2001 przez Associated Press)
  - Galerii Sław Sportu stanu Tennessee (2006)

### WNBA
- Mistrzyni WNBA (2005)
- Wicemistrzyni NBA (2006)
- Laureatka nagród:
  - Kim Perrot Sportsmanship Award (2009, 2012)
  - Dawn Staley Community Leadership Award (2013)
- Uczestniczka meczu gwiazd WNBA (2007)
- Liderka WNBA w skuteczności rzutów wolnych (2012)

### Reprezentacja
- Mistrzyni:
  - igrzysk olimpijskich (2008)
  - Ameryki (2007)
  - uniwersjady (2001)
  - turnieju FIBA Diamond Ball (2008)
- Wicemistrzyni:
  - turnieju:
    - Good Luck Beijing (2008)
    - Opals World Challenge (2006)

  - Ligi Światowej FIBA (2007)
- Brązowa medalistka World Youth Games (1998)

### Trenerskie
- Mistrzostwo olimpijskie kobiet (2024 – jako asystentka trenerki)[6]